# Drucuma apicata
Drucuma apicata  (лат.) — вид чешуекрылых из подсемейства совок-пядениц. Единственный вид из рода Drucuma.

## Описание
Щупики изогнуты вверх и достигают темени. Третий членик щупиков длиннее половины длины второго членика. Усики опушенные, перед серединой с пучком длинных волосков. Передние крылья узкие, на вершине заострённые. Внешний край передних крыльев косо закруглен.

## Распространение
Вид отмечен на юге Мексики в штате  Табаско (Теапа и Масатлан), Коста-Рике и Гватемале.